# بيدمونت (كاليفورنيا)
بيدمونت (بالإنجليزية: Piedmont)‏ هي إحدى مدن مقاطعة ألاميدا، كاليفورنيا. تم إعطاءها لقب مدينة في 31 يناير، 1907.

## التركيبة السكانية
حدّد مكتب تعداد الولايات المتحدة بيانات التركيبة السكانية لبيدمونت في تعداد الولايات المتحدة. في ما يلي، التركيبة السكانية حسب تعدادي 2000 و2010.

### تعداد عام 2000
بلغ عدد سكان بيدمونت 10,952 نسمة بحسب تعداد عام 2000، وبلغ عدد الأسر 3,804 أسرة وعدد العائلات 3,105 عائلة مقيمة في المدينة. في حين سجلت الكثافة السكانية 2,489.1 نسمة لكل كيلومتر مربع (6,446.7/ميل2). وبلغ عدد الوحدات السكنية 3,859 وحدة بمتوسط كثافة قدره 877 لكل كيلومتر مربع (2,271.4/ميل2).
وتوزع التركيب العرقي للمدينة بنسبة 78.59% من البيض و1.24% من الأمريكيين الأفارقة و0.11% من الأمريكيين الأصليين و16.02% من الأمريكيين ذوي الأصول الآسيوية و0.04% من سكان جزر المحيط الهادئ و0.63% من الأعراق الأخرى و3.38% من عرقين مختلطين أو أكثر و2.97% من الهسبانيون أو اللاتينيون من أي عرق.
بلغ عدد الأسر 3,804 أسرة كانت نسبة 48.5% منها لديها أطفال تحت سن الثامنة عشر تعيش معهم، وبلغت نسبة الأزواج القاطنين مع بعضهم البعض 70.9% من أصل المجموع الكلي للأسر، ونسبة 8.5% من الأسر كان لديها معيلات من الإناث دون وجود شريك،  بينما كانت نسبة 2.2% من الأسر لديها معيلون من الذكور دون وجود شريكة وكانت نسبة 18.4% من غير العائلات. تألفت نسبة 14.5% من أصل جميع الأسر من عدة أفراد يعيشون في نفس المنزل ونسبة 7.8% كانت تتألف من شخص يعيش بمفرده يبلغ من العمر 65 عاماً أو أكثر. وبلغ متوسط حجم الأسرة المعيشية 2.88، أما متوسط حجم العائلات فبلغ 3.18.
بلغ العمر الوسطي للسكان 43.7 عاماً. وكانت نسبة 30.3% من القاطنين تحت سن الثامنة عشر، وكانت نسبة 3.8% بين الثامنة عشر والرابعة والعشرين عاماً، ونسبة 18.5% كانت واقعةً في الفئة العمرية ما بين الخامسة والعشرين والرابعة والأربعين عاماً، ونسبة 34% كانت ما بين الخامسة والأربعين والرابعة والستين، ونسبة 13.5% كانت ضمن فئة الخامسة والستين عاماً فما فوق. يوجد لكل 100 أنثى 92.7 ذكر، ويوجد لكل 100 أنثى في الثامنة عشر من عمرها فما فوق 87.7 ذكر.
بلغ متوسط دخل الأسرة في المدينة 134,270 دولارًا، أما متوسط دخل العائلة فبلغ 149,857 دولارًا. وكان متوسط دخل الذكور 100,001 دولارًا مقابل 58,553 دولارًا للإناث. وسجل دخل الفرد الخاص بالمدينة 70,539 دولارًا. وكانت نسبة 1% من العائلات ونسبة 2% من السكان تحت خط الفقر، وكان من هؤلاء نسبة 2.6% تحت سن الثامنة عشر ونسبة 1.6% في الخامسة والستين من العمر وما فوق.

### تعداد عام 2010
بلغ عدد سكان بيدمونت 10,667 نسمة بحسب تعداد عام 2010، وبلغ عدد الأسر 3,801 أسرة وعدد العائلات 3,117 عائلة مقيمة في المدينة. في حين سجلت الكثافة السكانية 2,424.3 نسمة لكل كيلومتر مربع (6,278.9/ميل2). وبلغ عدد الوحدات السكنية 3,924 وحدة بمتوسط كثافة قدره 891.8 لكل كيلومتر مربع (2,309.8/ميل2).
وتوزع التركيب العرقي للمدينة بنسبة 74.22% من البيض و1.35% من الأمريكيين الأفارقة و0.06% من الأمريكيين الأصليين و18.18% من الأمريكيين ذوي الأصول الآسيوية و0.12% من سكان جزر المحيط الهادئ و0.88% من الأعراق الأخرى و5.19% من عرقين مختلطين أو أكثر و3.95% من الهسبانيون أو اللاتينيون من أي عرق.
بلغ عدد الأسر 3,801 أسرة كانت نسبة 42.3% منها لديها أطفال تحت سن الثامنة عشر تعيش معهم، وبلغت نسبة الأزواج القاطنين مع بعضهم البعض 72% من أصل المجموع الكلي للأسر، ونسبة 6.8% من الأسر كان لديها معيلات من الإناث دون وجود شريك،  بينما كانت نسبة 3.1% من الأسر لديها معيلون من الذكور دون وجود شريكة وكانت نسبة 18% من غير العائلات. تألفت نسبة 15.2% من أصل جميع الأسر من عدة أفراد يعيشون في نفس المنزل ونسبة 9.1% كانت تتألف من شخص يعيش بمفرده يبلغ من العمر 65 عاماً أو أكثر. وبلغ متوسط حجم الأسرة المعيشية 2.81، أما متوسط حجم العائلات فبلغ 3.11.
بلغ العمر الوسطي للسكان 46.2 عاماً. وكانت نسبة 28.3% من القاطنين تحت سن الثامنة عشر، وكانت نسبة 4.2% بين الثامنة عشر والرابعة والعشرين عاماً، ونسبة 15.4% كانت واقعةً في الفئة العمرية ما بين الخامسة والعشرين والرابعة والأربعين عاماً، ونسبة 36.8% كانت ما بين الخامسة والأربعين والرابعة والستين، ونسبة 15.4% كانت ضمن فئة الخامسة والستين عاماً فما فوق. وتوزع التركيب الجنسي للسكان بنسبة 48.6% ذكور و51.4% إناث.

## أعلام
- أل ديفيس
- روبرت جوزيف دير
- ريتشارد كارلسون
- بوب تشاو
- إلوين بيرليكامب